# Mormodes gurupiensis
Mormodes gurupiensis är en orkidéart som beskrevs av Marcos Antonio Campacci och J.B.F.Silva. Mormodes gurupiensis ingår i släktet Mormodes och familjen orkidéer. Inga underarter finns listade i Catalogue of Life.